# Cygames
株式会社Cygames（在台註冊譯為賽傑思）是日本的一间游戏开发公司，於2011年成立。以开发社交网络游戏和手机游戏为主。

## 历史
- 2011年5月 - 作为CyberAgent的100%子公司设立。
- 2012年2月 - 与DeNA成为战略事业伙伴[1]。
- 2012年6月 - 设立专门设计及制作的子公司有限公司CyDesignation[2]。
- 2012年7月 - Cygames开发的游戏用户数突破1000万人。
- 2012年11月 - DeNA出资74亿收购Cygames 24%股份[3]。
- 2013年1月 - Cygames开发的游戏用户数突破2000万人。
- 2014年10月 - 公司开发的社交游戏《巴哈姆特之怒》改编的动画开始播放，并担当唯一投资方（动画制作是MAPPA）。
- 2015年3月 - 成立動畫事業部，希望不只負責企畫跟製作，而是動畫本身都可以由內部自行製作。與遊戲一樣，目標都是要創造出「自家的作品」。
- 2015年4月 - 在大阪市成立新的開發據點「大阪Cygames」，以開發PlayStation 4遊戲為目標。[4]
- 2016年4月5日 - 以製作高品質的動畫為目的，Cygames動畫事業部獨立成為子公司CygamesPictures。[5]
- 2018年4月27日 - 宣布与任天堂成为合作伙伴，任天堂将持股Cygames的5%股份。[6]
- 2018年5月28日 - 設立音樂子公司Cymusic。[7]
- 2018年9月13日 - 設立台灣子公司，官方定名「賽傑思」。[8]
- 2022年7月29日 - 宣布从角川游戏取得《坦克戰記》系列IP。[9]

## 开发游戏

### 夢寶谷平台
在DeNA營運的行動電話用社交網路服務平台夢寶谷發布的遊戲。
- 2011年9月1日 - 巴哈姆特之怒（同年11月11日在Android和iOS發行，2022年2月28日停止更新。）
- 2011年11月 - 战国SAGA
- 2011年11月28日 - 偶像大师 灰姑娘女孩（与万代南梦宫娱乐共同开发，2014年11月於Android和iOS發行，2015年10月28日於Google Chrome發行）
- 2012年4月 - （与东映动画及DeNA共同开发）
- 2012年4月 - （与万代南梦宫娱乐共同开发，2013年4月运营结束）
- 2012年4月 - Battle Spirits 霸者的咆哮 (与万代南梦宫娱乐共同开发，2013年1月的运营结束）
- 2012年6月 - SEGA創造球會（与世嘉共同开发，2013年7月的运营结束）
- 2012年7月 - 烈火之炎 BURNING EVOLUTION（与小學館共同开发，到2013年4月运营结束）
- 2012年7月 - TIGER & BUNNY Road of Hero（与万代南梦宫娱乐共同开发，2013年6月运营结束）
- 2013年11月 - KNIGHTS OF GLORY
- 2013年11月 - RALDESSIA CHRONICLES （与DeNA共同开发）
- 2014年3月10日 - 碧藍幻想（同年5月1日於Google Chrome发行，2016年7月12日在GREE平台发行，2016年12月12日在DMM.com發行 [10][11][12])

### Ameba平台
在CyberAgent營運的社交網路服務平台Ameba發布的遊戲。
- 2015年2月18日 - 公主連結（與母公司CyberAgent共同開發，同年3月19日於Android、3月25日於iOS發行，已於2016年7月29日停止營運）

### iOS / Android
在App Store（iOS）或/及Google Play（Android）发布的游戏。
- 2013年8月 - 三國志拼圖大戰
- 2014年1月23日 - 勇者斗恶龙怪兽篇 仙境之光（与史克威尔艾尼克斯共同开发）
- 2015年2月12日 - 小小诺亚（由子公司Blaze Games开发、运营，已於2019年1月17日停止營運）
- 2015年9月3日 - 偶像大师 灰姑娘女孩 星光舞台（与万代南梦宫娱乐共同开发，首款音乐游戏）
- 2015年9月 - （子公司开发，已於2016年9月停止營運）
- 2015年9月 - （与竹書房共同开发，首款麻将游戏，已於2017年2月停止營運）
- 2016年6月17日 - 闇影詩章（同年8月在DMM GAMES（PC）、同年10月在Steam平台发行[13]）
- 2018年2月18日 - 超異域公主連結☆Re:Dive
- 2018年9月27日 - Dragalia Lost ～失落的龍絆～（与任天堂共同开发，已於2022年11月停止營運）
- 2019年11月 - 彈射世界(ワールドフリッパー)[14]（與其子公司Citail(シテイル)共同開發，已於2023年2月結束營運）
- 2021年2月24日 - 賽馬娘Pretty Derby（首款育成遊戲，且在Android及iOS平台同步發行）
- 2025年6月17日 - 闇影詩章：凌越世界（同時在Steam、Epic Games Store等PC平台发行）

### 主機遊戲
主要在PlayStation 4平台推出的遊戲。
- 2015年11月 - Airship Q（日语：エアシップQ）（與Miracle Positive合作開發）
- 2016年10月 - 偶像大師 灰姑娘女孩 鑑賞革命（日语：アイドルマスター シンデレラガールズ ビューイングレボリューション） （PSVR遊戲）
- 2018年9月 - ANUBIS ZONE OF THE ENDERS : MARS（與科樂美合作開發）
- 2020年2月 - 碧藍幻想Versus（由亞克系統開發）
- 2024年2月 - 碧藍幻想Relink（原與白金工作室合作開發，後改由大阪Cygames獨立開發）
- 未定 - Project Awakening
- 未定 - Project Gamm

## 出資製作的影像作品

### 動畫作品
電視動畫
- 2014年10月 - 『巴哈姆特之怒 GENESIS』 （由MAPPA制作）
- 2015年1月 - 『偶像大師 灰姑娘女孩』 （制作協力，由A-1 Pictures制作）
- 2016年10月 - 『Yuri!!! on ICE』 （由MAPPA制作，Cygames參加製作委員會）
- 2017年4月 - 『灰姑娘女孩劇場』  （由Gathering制作）
- 2017年4月 - 『碧藍幻想』  （第一季由Aniplex、A-1 Pictures共同制作，第2季由Aniplex和MAPPA共同製作）
- 2017年4月 - 『巴哈姆特之怒 VIRGIN SOUL』（由MAPPA制作）
- 2017年4月 - 『有頂天家族2』 （由P.A.WORKS制作，Cygames參加製作委員會）
- 2017年7月 - 『來自深淵』  （由Kinema Citrus制作,Cygames參加製作委員會）
- 2018年1月 - 『愛吃拉麵的小泉同學』  （由Studio五組、AXsiZ共同制作，Cygames參加製作委員會）
- 2018年4月 - 『賽馬娘 Pretty Derby』 （由P.A.WORKS制作）
- 2018年10月 - 『佐賀偶像是傳奇』  （由avex pictures、MAPPA共同制作，Cygames參加製作委員會）
- 2018年10月 - 『強風吹拂』  （由Production I.G制作,，Cygames參加製作委員會）
- 2019年1月 - 『巴哈姆特之怒 -Manaria Friends-』  （原定由雲雀工作室制作並於2016年4月放送，後延期並改由CygamesPictures製作）
- 2019年7月 - 『獵獸神兵  （由MAPPA制作,，Cygames參加製作委員會）
- 2019年10月 - 『這個勇者明明超TUEEE卻過度謹慎』  （由WHITE FOX制作，Cygames參加製作委員會）
- 2020年1月 - 『成群結伴！西頓學園』  （由Studio五組製作，Cygames參加製作委員會）
- 2020年4月 - 『超異域公主連結☆Re:Dive』  （由CygamesPictures製作，Cygames參加製作委員會）
- 2020年4月 - 『闇影詩章』  （由ZEXCS制作，Cygames參加製作委員會）
- 2020年7月 - 『うまよん』  （由DMM.futureworks制作，Cygames參加製作委員會）
- 2020年10月 - 『攀岩！ -Climbing Girls-』  （由BLADE制作，Cygames參加製作委員會）
- 2020年10月 - 『小碧藍幻想！』  （由DMM.futureworks制作）
- 2024年1月 - 『勇氣爆發Bang Bravern』（由CygamesPictures製作）

下面是由CyberAgent共同出資，組合成「CA-Cygamesアニメファンド」並製作的案件。
- 2018年10月 - 『火之丸相撲』
- 2018年10月 - 『只要別西卜大小姐喜歡就好』
- 2019年1月 - 『約定的夢幻島』
- 2019年1月 - 『飛翔吧！戰機少女』
- 2019年4月 - 『RobiHachi』
- 2019年10月 - 『旗揚！萌獸寵物店』
- 2020年1月 - 『達爾文遊戲』
- 2020年1月 - 『索瑪麗與森林之神』
- 2020年4月 - 『昨日之歌』

劇場版動畫
- 2016年11月 - 『謝謝你，在世界的角落找到我』 （由Gathering制作）
- 2018年2月 - 『道別的早晨就用約定之花點綴吧』  （由P.A.WORKS制作，Cygames參加製作委員會）

動畫發佈
- 2017年10月 - 『銀翼殺手：2022大停電』  （由CygamesPictures制作，在YouTube發佈的短篇電影）
- 2019年11月 - 『THE IDOLM@STER CINDERELLA GIRLS 8周年特別企劃 Spin-off!』  （由Orange制作）

### 真人作品
- 2016年5月 - 影像『スキャナー 記憶のカケラをよむ男』  （Cygames參加製作委員會）
- 2016年11月 - 影像『疾風迴旋曲』  （Cygames參加製作委員會）
- 2017年10月 - 午夜劇『ふたりモノローグ』 （在Cycomics上連載的同名漫畫影像化）
- 2019年2月 - 影像『サムライマラソン』  （Cygames參加製作委員會）

## 漫畫服務
- 2016年5月 - 『Cycomics』